# اسكبه
بور إت أب هي أغنية سجلتها المغنية البربادوسية ريانا لألبومها الإستديو السابع، أنبولجتك (2012). هي أغنية كلوب مع القليل من ألحان الهيب هوب. كلمات الأغنية تدور حول ريانا وهي تتباهى بثروتها. وهي بمثابة على حد سواء نشيد لنوادي التعري وإعلان عن الاستقلال.

## الكتابة والإنتاج
«بور إت أب» من كتابة ريانا بمساعدة من مايكل وليامز، جستن غارنر، ثيرون وتيموثي توماس. الإنتاج كان من قبل مايكل تحت اسمه الفني مايك ويل ميد إت، مع اشتراك المنتج جي-بو.
| اسكبه | أنا اعلم أن هذا ما كانوا حقاً يبحثون عنه مني. هذا هو السبب الذي جعلهم يطلبون مني أن أمنحهم أغنية مثل ذلك... إنها تشبه أغنية جوسي جاي "باندز آ ميك هير دانس"، ولكن ما زالت تحمل أسلوب ريانا الخاص - مايكل وليامز يتحدث عن الأغنية لأخبار إم تي في. | اسكبه |

## الإصدار
تم إرسال «بور إت أب» إلى آيربان راديو في الولايات المتحدة في 8 يناير، 2013، كأغنية ثانية منفردة في البلاد بعد صدور أغنية الألبوم المنفردة الأولى، «دايموندز». بعد مرور أكثر من ثلاثة أشهر، بعد نجاح الأغنية في هذا المسار، تم إرسالها إلى كونتيمبوراري هيت رايدو في 9 أبريل.

## استقبال النقاد
تلقت «بور إت أب» ردود فعل مختلطة من نقاد الموسيقى، أندي كلمان من الموقع الإلكتروني Allmusic وصف الأغنية بأنها «مقنعة»، وكتب «إنها تكون في أفضل حالة لها عندما تتباهى». كارين غانز من مجلة Spin وصف الأغنية على أنها «مزاجية وغامضة». أندرو هامب من مجلة Billboard وصف إنتاج مايكل على أنه «لا يقاوم، إن إنتاج مايك ويل ميد إت جذاب للسيدات». دان مارتن من مجلة NME وصف الأغنية على أنها «قاتلة للمزاج،» وتقليد رخيص لأغنية 50 سنت «إن دا كلوب». راندال روبرتس من صحيفة Los Angeles Times وصف الأغنية على أنها «مسببة للغثيان».

## الأداء التجاري
عندما صدر أنبولجتك، دخلت «بور إت أب» لأول مرة المركز المائة والواحد والتسعين على الرسم البياني الفرنسي. بعد مرور ثلاثة أشهر، الأغنية دخلت مرة أخرى في المركز المائة والتاسع والتسعين في 23 مارس، 2013، بلغت ذروتها في المركز الواحد والثمانين. دخلت لأول مرة المركز التسعين على الرسم البياني الأمريكي بيلبورد هوت 100 في 19 يناير، 2013، بلغت ذروتها في المركز التاسع عشر. اعتباراً من مايو 2013، الأغنية باعت أكثر من مليون نسخة في الولايات المتحدة.

## الجوائز والترشيحات
| السنة | الحفل                 | البلد المضيف | الفئة               | النتيجة | المصادر |
| 2013  | جوائز بي إم آي آيربان |              | الأغنية الأكثر أداءً | فوز     | [ 11 ]  |
| ----- | --------------------- | ------------ | ------------------- | ------- | ------- |

## الأغنية المصورة
الأغنية المصورة لأغنية «بور إت أب» تم تصويرها في مايو 2013. في سبتمبر 2013، المخرج فنسنت هايكوك، قام بكتابة على التويتر أنه لم يعد مشارك في هذا المشروع بسبب «خلافات في العمل». في نفس الشهر، كشفت ريانا مشاهد جديدة من وراء الكواليس أثناء تصوير الأغنية المصورة وأعلنت أنه سوف يصدر في أكتوبر 2013.

## العروض الحية
أدرجت «بور إت أب» في قائمة أغاني جولة ريانا العالمية دايموندز وورلد تور.

## الصيغ وقائمة الأغاني
|                                                             |  |  |
| شارك ريك روس (يمين) وتي.آي. (يسار) في ريمكس الأغنية الرسمي. |  |  |

- نسخة الألبوم

1. «بور إت أب»  – 2:41

- نسخة الريمكس الرقمية[15]

1. «بور إت أب» (ريمكس) [مع يونغ جيزي، ريك روس، جويسي جاي وتي.آي.]  – 5:08

## الرسوم البيانية
| الرسم البياني (2013)                                     | المركز | المصادر |
| -------------------------------------------------------- | ------ | ------- |
| أستراليا (ARIA)                                          | 55     | [ 16 ]  |
| بلجيكا (Ultratop 50 Flanders)                            | 18     | [ 17 ]  |
| بلجيكا (Ultratop 50 Wallonia)                            | 17     | [ 18 ]  |
| كندا (Canadian Hot 100)                                  | 49     | [ 19 ]  |
| جمهورية التشيك (IFPI)                                    | 75     | [ 20 ]  |
| فرنسا (SNEP)                                             | 81     | [ 21 ]  |
| أيرلندا (IRMA)                                           | 56     | [ 22 ]  |
| المملكة المتحدة (OCC)                                    | 43     | [ 23 ]  |
| المملكة المتحدة (OCC R&B)                                | 8      | [ 24 ]  |
| الولايات المتحدة (Billboard Hot 100)                     | 19     | [ 25 ]  |
| الولايات المتحدة (Billboard Hot Dance Club Songs)        | 29     | [ 26 ]  |
| الولايات المتحدة (Billboard Digital Songs)               | 17     | [ 27 ]  |
| الولايات المتحدة (Billboard R&B Songs)                   | 2      | [ 28 ]  |
| الولايات المتحدة (Billboard R&B Streaming Songs)         | 24     | [ 29 ]  |
| الولايات المتحدة (Billboard R&B/Hip-Hop Airplay)         | 1      | [ 30 ]  |
| الولايات المتحدة (Billboard R&B/Hip-Hop Digital Songs)   | 5      | [ 31 ]  |
| الولايات المتحدة (Billboard Hot R&B/Hip-Hop Songs)       | 6      | [ 32 ]  |
| الولايات المتحدة (Billboard R&B/Hip-Hop Streaming Songs) | 2      | [ 33 ]  |
| الولايات المتحدة (Billboard Radio Songs)                 | 13     | [ 34 ]  |
| الولايات المتحدة (Billboard Ringtones)                   | 4      | [ 35 ]  |
| الولايات المتحدة (Billboard Streaming Songs)             | 6      | [ 36 ]  |
| الولايات المتحدة (Billboard YouTube)                     | 1      | [ 37 ]  |

| الرسم البياني (2013)                           | المركز | المصادر |
| ---------------------------------------------- | ------ | ------- |
| الولايات المتحدة (Billboard Hot 100)           | 70     | [ 38 ]  |
| الولايات المتحدة (Billboard R&B/Hip-Hop Songs) | 16     | [ 39 ]  |
| الولايات المتحدة (Billboard Radio Songs)       | 54     | [ 40 ]  |
| الولايات المتحدة (Billboard Ringtones)         | 44     | [ 41 ]  |

## تاريخ الإصدار
| الدولة           | التاريخ        | نوع الإصدار            | الشركة المنتجة | المصادر |
| الولايات المتحدة | 8 يناير، 2013  | آيربان راديو           | ديف جام        | [ 3 ]   |
| المملكة المتحدة  | 3 أبريل، 2013  | كونتيمبوراري هيت رايدو | ديف جام        | [ 42 ]  |
| الولايات المتحدة | 9 أبريل، 2013  | كونتيمبوراري هيت رايدو | ديف جام        | [ 4 ]   |
| المملكة المتحدة  | 18 أبريل، 2013 | آيربان راديو           | ديف جام        | [ 43 ]  |
| ---------------- | -------------- | ---------------------- | -------------- | ------- |